# Otacílio Costa
Otacílio Costa là một đô thị thuộc bang Santa Catarina, Brasil. Đô thị này có diện tích 924,2 km², dân số năm 2007 là 15693 người, mật độ 17,7 người/km².